# Electric Arguments
Albums de The Fireman
Rushes
(1998)
Albums par Paul McCartney
Memory Almost Full
(2007) Good Evening New York City
(2009)
Electric Arguments est un album, paru en 2008, du groupe The Fireman, formé de Paul McCartney et du musicien Youth. Il s'agit du premier de leurs albums publié avec une mention de l'identité des auteurs, et également du troisième et dernier.
Electric Arguments est un des plus grands succès critiques de l'année 2008.[réf. nécessaire] Une édition spéciale limitée est également publiée. The Fireman apparaît pour la première fois dans les palmarès britanniques avec cet album, en 79e place, et fait de même en 67e position aux États-Unis.

## Liste des chansons
1. Nothing Too Much Just Out of Sight
2. Two Magpies
3. Sing the Changes
4. Traveling Light
5. Highway
6. Light from Your Lighthouse
7. Sun is Shining
8. Dance 'til We're High
9. Lifelong Passion
10. Is This Love?
11. Lovers in a Dream
12. Universal Here, Everlasting Now
13. Don't Stop Running